# Safia (ort)
Safia är en ort i Burkina Faso.   Den ligger i regionen Cascades, i den sydvästra delen av landet, 300 km sydväst om huvudstaden Ouagadougou. Safia ligger 329 meter över havet och antalet invånare är 1 050.
Terrängen runt Safia är huvudsakligen platt, men åt nordväst är den kuperad. Runt Safia är det mycket glesbefolkat, med 4 invånare per kvadratkilometer.. Safia är det största samhället i trakten.
Omgivningarna runt Safia är en mosaik av jordbruksmark och naturlig växtlighet.